# A.S.A.P. (曲)
「A.S.A.P.」（エー・エス・エー・ピー）は、日本の音楽ユニットLittle Kissの唯一のシングル。1997年2月14日発売。発売元はポニーキャニオン。
Little Kissは、日本テレビ系で放送されたバラエティ番組『とんねるずの生でダラダラいかせて!!』の企画によって結成されたユニットであり、歌手である工藤静香とお笑いコンビであるとんねるずの石橋貴明の2人で構成されている。

## 背景
表題曲は、工藤のアルバムにも、石橋関連のアルバムにも収録されてはおらず、ユニバーサルミュージックに発売されたコンピレーション・アルバム『WITH YOU 〜Love Duet Collection〜』（2003年）及び、徳間ジャパンコミュニケーションズから発売された『R40'S SURE THINGS!! 本命ふたりで唄うラブソングス』（2010年）に収録されている。
なお、カップリング曲は、工藤のアルバム及び、石橋関連のアルバム未収録となっている。

## 制作
きっかけは、日本テレビ系のバラエティ番組『とんねるずの生でダラダラいかせて!!』内で誕生した企画である。企画内容としては、当時コマーシャルソングに起用されると大ヒットが期待された「カメリアダイヤモンド」に楽曲を持ちかけ、コマーシャルソングに採用されることを目指したもの。三貴側の要望にあう楽曲の作成風景などを、逐一テレビで追い放送された。
発売されたシングル盤に収録された2曲は、第2回プレゼンの曲である。第1回プレゼンの「共犯者」はボツになった。なお、企画実行の前段階において工藤が、以前同社のコマーシャルソングに決まりかけたが結局採用されなかったという裏話を披露している（だから採用されるのは難しい、という話の流れ）。
秋元康が工藤の楽曲を手がけるのは、1988年に発売されたシングル「抱いてくれたらいいのに」のカップリング曲「夜明けに見送られて」以来約9年ぶり、後藤次利による作曲の作品は、1993年11月19日発表の「炎の中へ」以来約4年ぶりとなった。石橋はこの後も引き続き、「野猿」として二人から提供を受けている。なお、とんねるずの木梨憲武と工藤は、とんねるずのアルバム『みのもんたの逆襲』収録されている「You can do it」で石橋よりも先に共演している。

## 音楽性
表題曲のタイトルである「A.S.A.P.」とは、「As Soon As Possible」の略で「出来るだけ早く」の意味をもつ。ユニット名に関しては、「Every Little Thing」や「My Little Lover」など当時売れていたユニットには共通して『Little』が入っていたことから、Littleを使った名前になっている。 

## プロモーション
音楽番組にはプロモーションの一環で出演している。シングルの発売当日に、テレビ朝日系列『ミュージックステーション』に出演した際は、曲の後奏時に実際に2人がキスをして話題となった。
2020年12月9日に、フジテレビ『2020 FNS歌謡祭第2夜』で23年ぶりに表題曲を披露した。

## ミュージック・ビデオ
ミュージック・ビデオが製作されている。シングル・ビデオとして同年3月21日発売されたほか、ライヴビデオ『工藤静香 1997 DRESS CONCERT TOUR』に、石橋が工藤のコンサートにゲスト出演した際の模様がボーナス映像として収録された。 

## リリース
1997年2月14日に、ポニーキャニオンから発売された。発売日はバレンタインデーに設定され、初回出荷分に限り、8センチシングルケースが通常サイズより縦長になっている。
2020年1月22日、サブスクリプションサービスで配信解禁された。

## 記録
リリースに際し「100万枚の売上を記録したら日本武道館で1曲だけのライヴを行う」と公約したが、オリコンの集計ではミリオンセラーに至っていない。しかし、初登場で3位にランクインし、その後の数週にわたりトップ10圏内を維持し、最終的に49.8万枚を売り上げている。石橋曰く、発売日が金曜日であったため、集計日数が少なかったことが戦略ミスだったと嘆いている。

## 収録曲
| 全作詞: 秋元康、全作曲: 後藤次利。 |                                |           |            |                                     |      |
| #                                  | タイトル                       | 作詞      | 作曲・編曲 | 編曲                                | 時間 |
| 1.                                 | 「A.S.A.P.」                   | 秋元康    | 後藤次利   | 後藤次利 コーラスアレンジ: 坪倉唯子 | 4:58 |
| 2.                                 | 「ふさわしい2人」              | 秋元康    | 後藤次利   | 堀川満志、田原音彦                  | 4:45 |
| 3.                                 | 「A.S.A.P.」(Original Karaoke) | 秋元康    | 後藤次利   |                                     | 4:58 |
| 合計時間:                          | 合計時間:                      | 合計時間: | 14:41      |                                     |      |

## メディアでの使用
| # | 楽曲名       | タイアップ                                        | 出典   |
| - | ------------ | ------------------------------------------------- | ------ |
| 1 | 「A.S.A.P.」 | 銀座ジュエリーマキ ラプソアモ TV･CFイメージソング | [ 10 ] |